# جامعة المذاهب الإسلامية
جامعة المذاهب الإسلامية جامعة إيرانية تابعة لـ المجمع العالمي للتقريب بين المذاهب الإسلامية وتأخذ من طهران عاصمة الجمهورية الإسلامية الإيرانية موقعًا لها. تأسست الجامعة سنة 1992 وفيها 3 كليات و3 فروع في زاهدان، وسنندج، وبندر عباس ويُدرَس فيها فقه المذهب الشافعي والمذهب الإمامي الإثنا عشري والمذهب الحنفي. كان آية الله محمد واعظ زاده الخراساني أوّل رئيس للجامعة ويرأس الجامعة حاليًا آية الله د. محمد حسيني.

## كليات الجامعة
- كلية فقه وقانون المذاهب الإسلامية
- كلية علوم القرآن والحديث
- كلية علوم الكلام، والفلسفة والأديان

## كراسي تدريس المذاهب الإسلامية
توجد في هذه الجامعة كراسي تدريس لفقه المذاهب الإسلامية كالمالكية، والزيدية، والاباضية.

### موقع الجامعة
للجامعة موقع باللغتين الفارسية والعربية يعرض الأخبار والمواضيع المتعلقة بالجامعة.

### الدوريات
- مجلة الفقه المقارن (تصدرها الجامعة بالتعاون مع مركز التجديد للدراسات الدينية المقارنة)
- مجلة «فقه مقارن» (الفقه المقارن) باللغة الفارسية
- مجلة «فروغ وحدت» (سطوع الوحدة) باللغة الفارسية
- مجلة «رسانه وامت» (الإعلام والأمة) باللغة الفارسية

## اتفاقيات
- توقيع مذكرة تعاون علمي بين جامعة المذاهب الإسلامية وجامعة بيام نور وجامعة بغداد عام 2015م.[2]

## ندوات ومؤتمرات
- عقد الاجتماع التحضيري الأول لـ«المؤتمر الدولي للعلوم الدينية ومكافحة التطرف» بالتعاون مع جامعة بغداد وجامعة بيام نور الإيرانية في محافظة غلستان الإيرانية.[3]
- عقد الاجتماع التحضيري الثاني لـ «الملتقى الدولي للعلوم الدينية ومحاربة التطرف» بالتعاون مع جامعة بغداد وجامعة بيام نور الإيرانية في بغداد.[4]

## وصلات خارجية
- موقع الجامعة باللغة العربية